# 학교법인 서남학원
학교법인 서남학원은 대한민국의 학교법인이었다. 1988년 12월 20일 학교 법인이 설립되었으며, 같은 해 서남대학교를 설립하였다. 2018년 2월 28일, 서남대학교가 교육부에 의해 강제 폐교된 후, 법인 해산되었다.

## 연혁
- 1988년 12월 20일: 학교법인 서남학원 설립
- 1991년 2월 28일: 서남대학(서남대학교) 개교
- 2018년 2월 28일: 서남대학교 폐교와 함께 법인 해산

## 구성
서남대학교는 전라북도 남원시와 충청남도 아산시에 존재했던 대학이다. 1991년 서남대학으로 설치 되었으며, 종합대학과 단과대학 등이 일반대학으로 일원화된 1992년, 서남대학교로 교명을 변경하였다. 각종 부정한 운영 등으로 정상적인 대학의 기능을 상실했다고 판단한 교육부에 의해 강제 폐교되었다.